# Törpe elliptikus galaxis

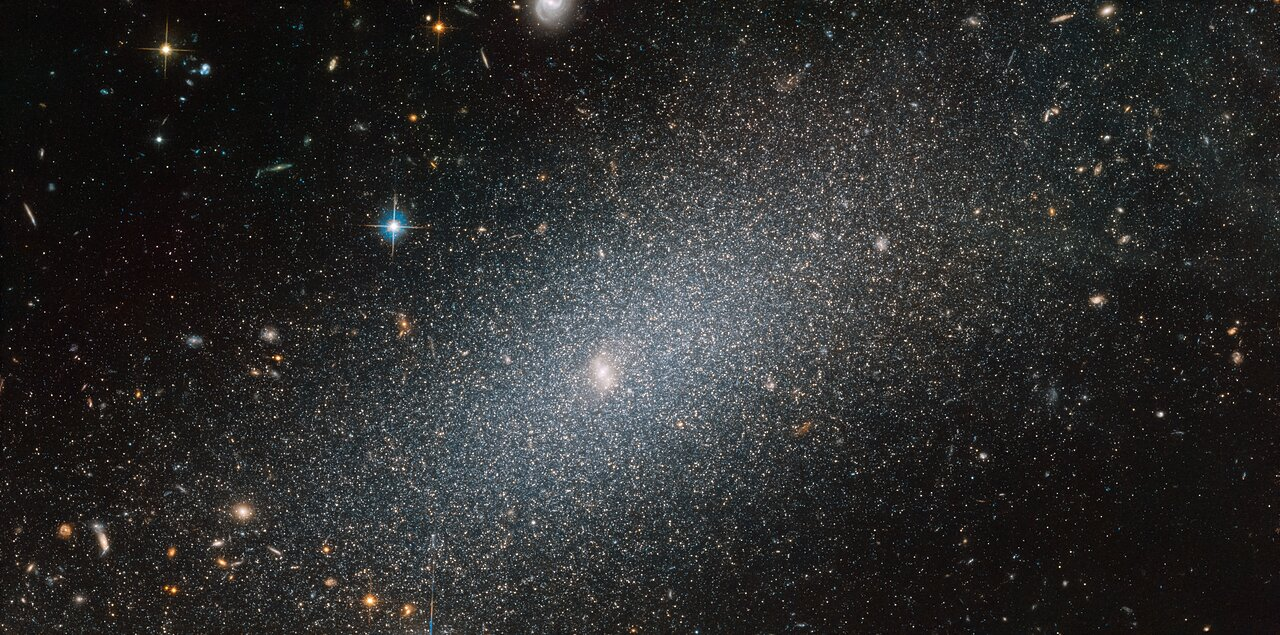
törpe elliptikus galaxis

A törpe elliptikus galaxis (vagy dE galaxis, azaz dwarf elliptical) kis méretű elliptikus galaxis. Gyakori galaxiscsoportokban és halmazokban, rendszerint nagyobb galaxisok körül keringenek. Valószínűleg az egyik legrégebbi galaxistípus, a nagyobb galaxisok az ilyen méretű objektumok egyesülésével keletkezhettek. Az elsőnek felfedezett (és sokáig az egyetlen ismert) ilyen galaxis a Messier 110 volt. Hasonló, de még kisebb galaxisok a törpe szferoidális galaxisok.